# Cultura Shijiahe

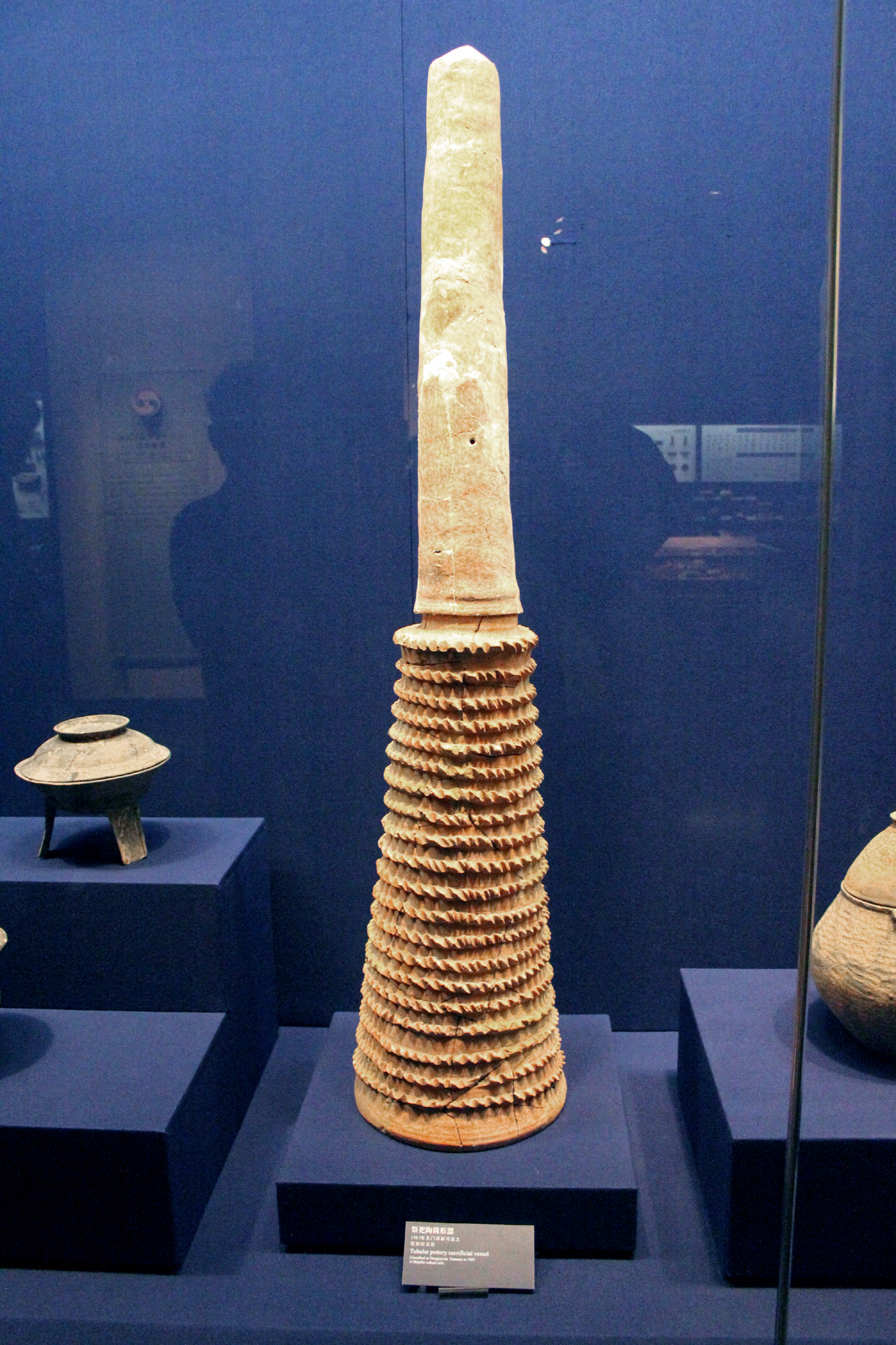
Vasija de sacrificio de cerámica tubular, cultura Shijiahe, Museo Provincial de Hubei

La cultura Shijiahe (2500-2000 aC) fue una cultura neolítica tardía centrada en la región media del río Yangtze en la ciudad de Shijiahe, Tianmen, provincia de Hubei, China. Sucedió a la cultura Qujialing en la misma región y heredó sus diseños de artefacto único de espirales pintados. Las figurillas de cerámica y el jade distintivo trabajado con técnicas avanzadas también eran comunes a la cultura.

## Visión general
La cultura lleva el nombre de su sitio tipo, el grupo de sitios Shijiahe, en Tianmen, Hubei, en el Valle Medio del Yangtzé. La capa inferior del sitio pertenecía a la cultura Qujialing. Se dice que el sitio de la ciudad es un "cuadrado casi perfecto" de 120 hectáreas (296,5 acre) de área y estaba densamente poblado. Puede haber albergado entre 15.000 y 50.000 habitantes dentro de los muros del asentamiento. En Dengjiawan, dentro del cúmulo de sitios de Shijiahe, se descubrieron algunas piezas de cobre, que las convierte en los primeros objetos de cobre descubiertos hasta ahora en el sur de China.
Se pensaba que el medio de transporte principal era la embarcación. La gente incluso construyó canales como ríos improvisados para conectar las áreas urbanas centrales con los ríos adyacentes o de las ciudades a los ríos principales. Además de los muros, también se cavaron fosos alrededor de las ciudades y centros urbanos de la misma manera que los canales construidos. En el sitio de la ciudad de Chengtoushan, el foso tiene aproximadamente de 40 a 50 m de ancho. Los investigadores estimaron que se necesitó una fuerza laboral total de 200.000 a 470.000 personas para construir el foso y las paredes en este sitio. La gente de la cultura Shijiahe cultivaba tanto arroz como mijo.
Algunos investigadores han especulado que Shijiahe podría haber sido considerado un estado antiguo debido a su estructura sociopolítica relativamente avanzada. Se dice que Shijiahe tuvo un tamaño de población y un área de tierra mayor que la Cultura de Erlitou, sin embargo, no está muy claro si tenían el mismo nivel de control centralizado sobre estas regiones que los Erlitou. Otros eruditos señalan que Shijiahe y otras culturas a lo largo del Yangtze eran socialmente más complejas y desarrolladas que sus contemporáneas del norte en el Valle Han.

## Objetos de jade

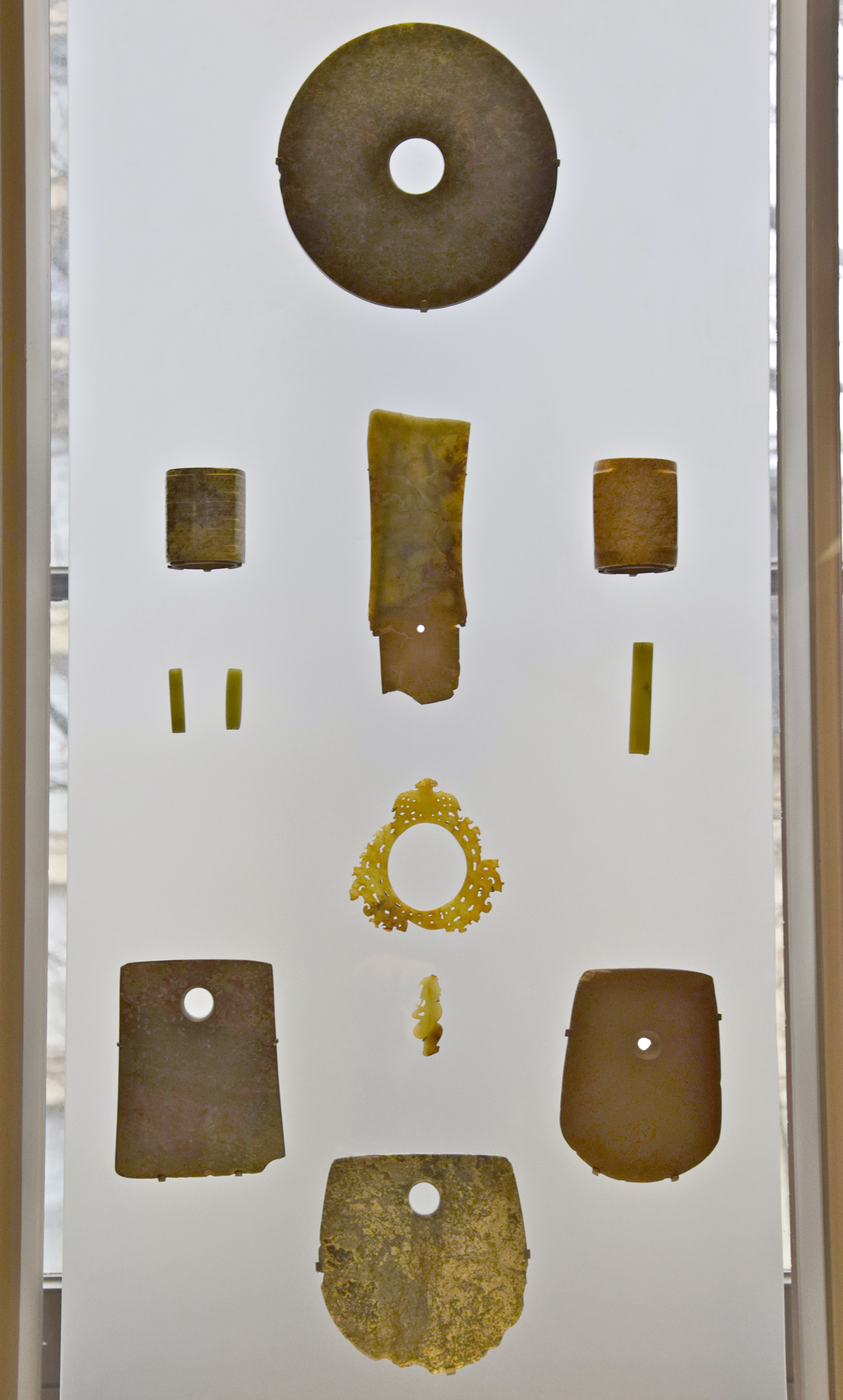
Vitrina de objetos de jade procedentes de culturas neolíticas de China. En el centro, disco calado complejo: nefrita, provincia de Shandong (?), Cultura de Longshan (v. 2400-v. 1810 a. C.). Abajo: Figura humana. Cultura de Shijiahe (circa 2600-cerca 2000 a. C.) Hubei. MC 8409. Don Jean Daridan, 1947. Abajo: tres hachas de la cultura Liangzhu (3400-2200 a. C.). Jiangsu - Zhejiang. En el centro: tres ornamentos tubulares.

Se han desenterrado muchos objetos de jade de los sitios de Shijiahe, principalmente datan de la fase tardía. La mayoría de los jades tienen paralelos en la Cultura de Liangzhu y, en muchos sentidos, el complejo del sitio Shijiahe es similar al complejo Mojiaoshan de Liangzhu, lo que sugiere fuertes influencias de la región del bajo Yangtze hacia el este.
En 2015, los arqueólogos excavaron el sitio de Tanjialing, que data de la época final de la cultura Shijiahe. Descubrieron más de 250 piezas de jade en cinco tumbas. La tecnología de tallado de jade exhibida por estos objetos parece haber superado a la de las culturas Liangzhu y Hongshan, ambas famosas por sus jades.

## Fase final
La cultura Shijiahe terminó alrededor del año 2000 a. C., aproximadamente al mismo tiempo que la cultura Liangzhu. Sin embargo, a diferencia de la cultura Liangzhu, que desapareció por completo, Shijiahe parece haber tenido una drástica disminución de la población. Algunos estudiosos creen que el declive fue el resultado de la guerra con la cultura Longshan, que se estaba expandiendo desde el norte. Otras posibles razones son las inundaciones, el colapso del orden social o una combinación de estos factores. Desde 2200 a. C., una severa sequía erosionó la base económica del cultivo del arroz.